# 24 Horas de Le Mans de 2025
A 93ª edição das 24 Horas de Le Mans (em francês:  93e 24 Heures du Mans) foi uma prova de resistência automobilística que aconteceu nos dias 14 e 15 de junho de 2025 no Circuito de la Sarthe, em Le Mans, na França. Foi a 93ª edição das 24 Horas organizada pelo Automobile Club de l'Ouest.
A AF Corse obteve sua 3º vitória geral consecutiva, desta vez com equipe privada/cliente. Os vencedores foram o trio de pilotos Philip Hanson, Robert Kubica e Ye Yifei correndo o protótipo LMH Ferrari 499P. Foi a primeira vez também que pilotos de nacionalidade polonesa e chinesa obtiveram uma vitória geral na prova de resistência francesa.

## Retrospectiva
As 24 Horas de Le Mans de 2025 foram a 93ª edição da corrida de 24 horas organizada pelo Automobile Club de l'Ouest. A prova contou novamente com a participação das três categorias base usadas na edição da prova de 2024: Hypercar, LMP2 e LMGT3. Embora os carros LMP2 não estejam habilitados a participar do Campeonato Mundial de Endurance da FIA de 2025, o Automobile Club de l'Ouest alocou no grid de corrida um mínimo de 17 vagas para esses carros.
As principais fabricantes que estiveram envolvidas com o campeonato do WEC na temporada de 2024 e que atualmente estão na atual temporada de 2025 estiveram presentes na prova novamente, exceto a Lamborghini que se retirou de ambas as classes Hypercar e LMGT3. A saída da fabricante italiana contracenou com o retorno de novas montadoras. A Aston Martin entrou na competição pela vitória geral na classe principal da prova. A marca inglesa correu com dois Valkyries modificados na classe Hypercar, marcando a primeira participação da marca na classe principal desde as 24 Horas de Le Mans de 2011. Também, a prova marcou o retorno da montadora Mercedes-Benz à pista de Le Mans após 25 anos, fato que não ocorria desde a emblemática edição de 1999 . A fabricante alemã participou da categoria LMGT3 com três Mercedes-AMG GT3 Evo rodando pela equipe italiana Iron Lynx.

## Participantes
Além da admissão automática na prova de todos os inscritos no campeonato da temporada 2025 do WEC, foram dados convites automáticos aos vencedores dos campeonatos da European Le Mans Series (ELMS) das classes LMP2 e LMGTE e da Asian Le Mans Series (ALMS) e da Copa de Bronze do campeonato GT World Challenge Europe (GTWCE) em um campeonato combinado de Endurance e Sprint. Também os segundos colocados da LMP2 pela ELMS também ganharam um convite. Três equipes do campeonato da IMSA receberam convites, uma da classe GTP (compatível com a categoria Hypercar), a partir de critérios da organizadora IMSA, e um convite cada para cada equipe que recebeu os prêmios Jim Trueman e Bob Akin.
Além das 62 inscrições as quais receberam convites para a corrida, seis inscrições foram colocadas em uma lista reserva para potencialmente substituir quaisquer convites que não fossem aceitos ou retirados. As inscrições de reserva são ordenadas com o primeiro reserva substituindo a primeira desistência da corrida, independentemente da classe de qualquer inscrição.
A lista completa de pilotos inscritos para a prova pode ser visualizada no documento oficial de inscritos da Automobile Club de l'Ouest.

## Corrida

### Classificação final

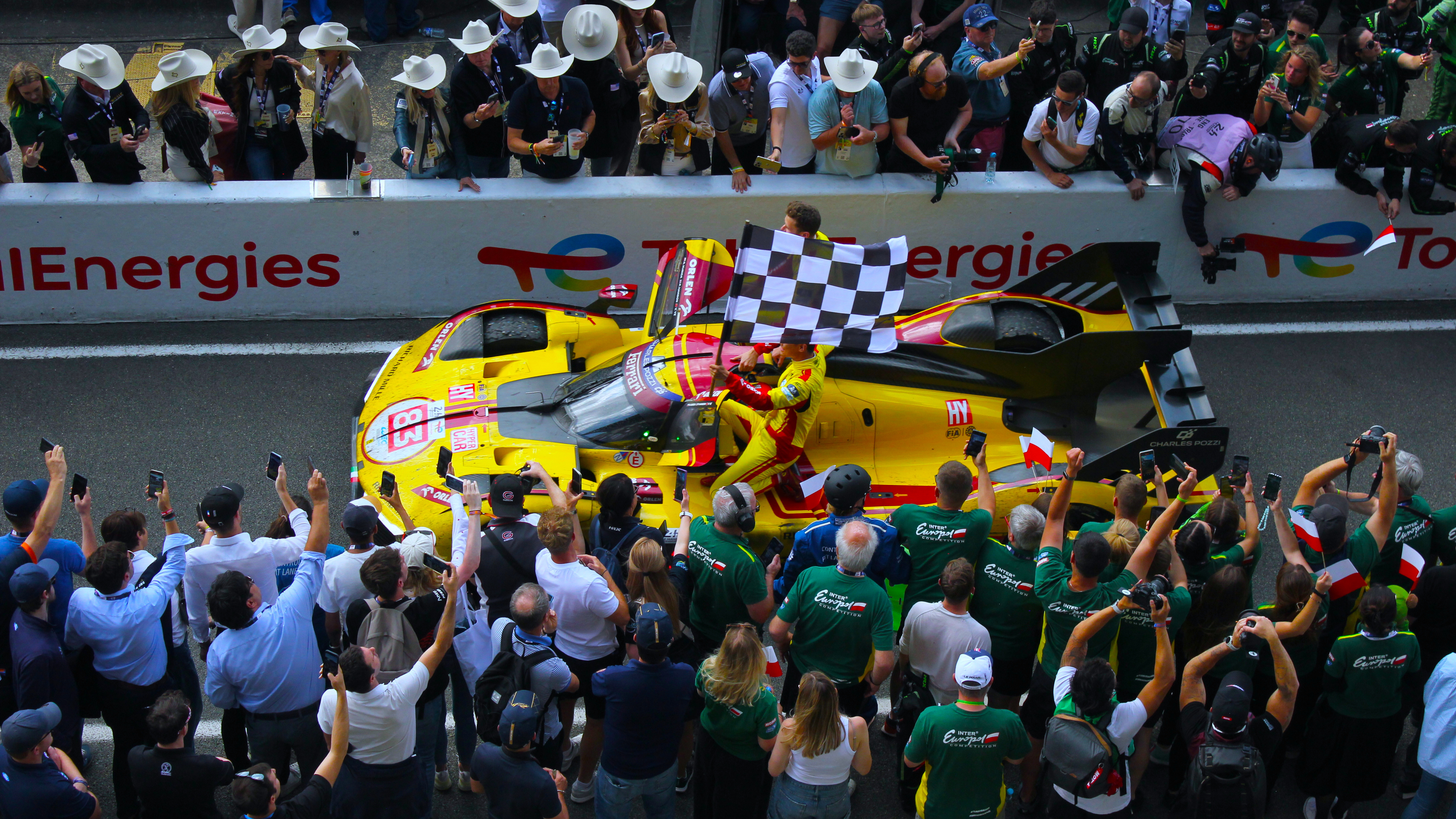
Ferrari 499P #83 da equipe vencedora em Le Mans

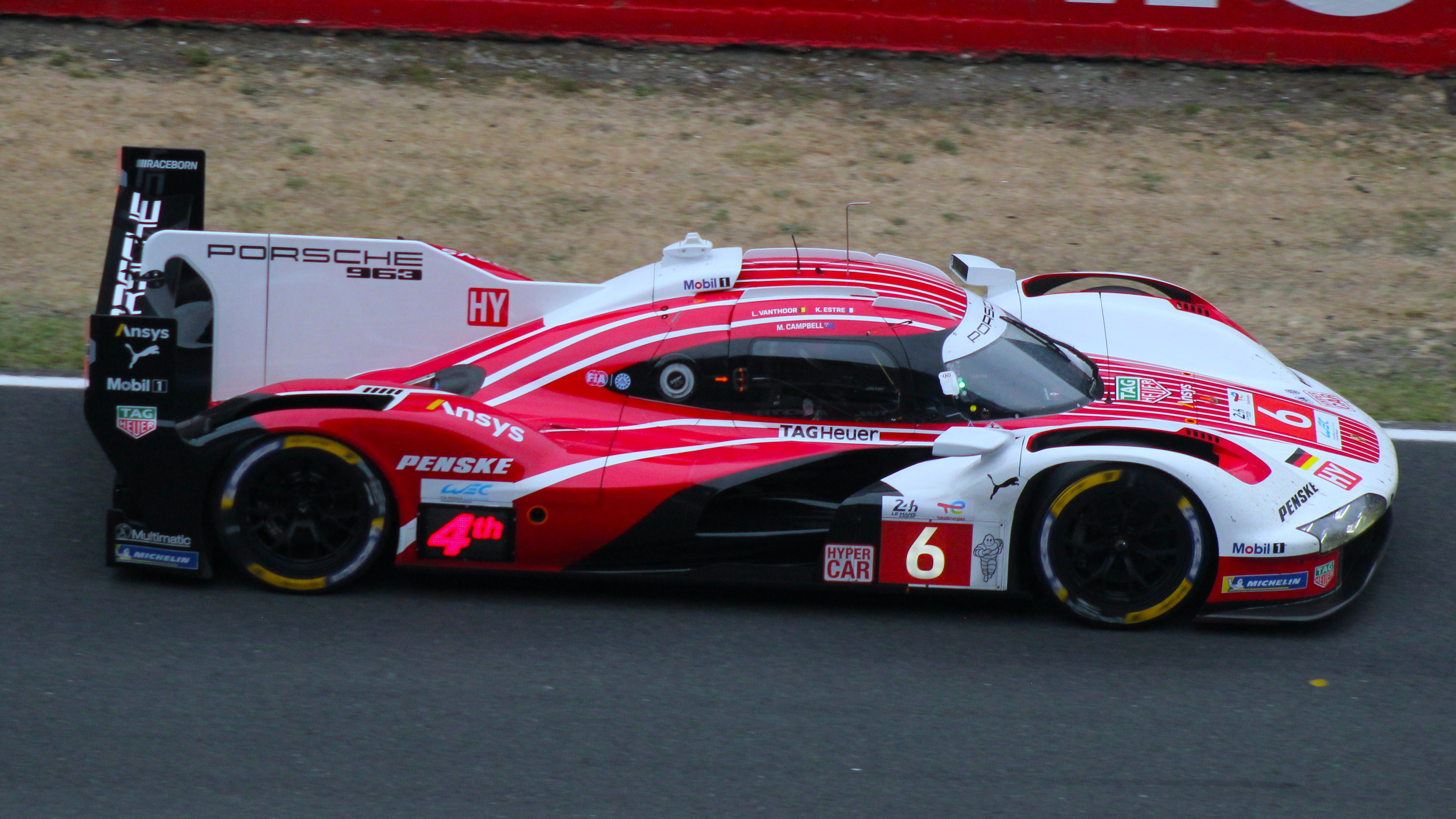
Porsche 963 #6 segundo colocado geral

Os vencedores da classe são indicados em negrito e com ‡.
| Posição             | Classe        | N°  | Equipe                    | Pilotos                                                                         | Chassis                          | Pneus | Voltas | Tempo             |
| Posição             | Classe        | N°  | Equipe                    | Pilotos                                                                         | Motor                            | Pneus | Voltas | Tempo             |
| ------------------- | ------------- | --- | ------------------------- | ------------------------------------------------------------------------------- | -------------------------------- | ----- | ------ | ----------------- |
| 1                   | Hypercar      | 83  | AF Corse                  | Phil Hanson Robert Kubica Ye Yifei                                              | Ferrari 499P                     | M     | 387    | 24:02:53.332‡     |
| 1                   | Hypercar      | 83  | AF Corse                  | Phil Hanson Robert Kubica Ye Yifei                                              | Ferrari F163 3.0 L Turbo V6      | M     | 387    | 24:02:53.332‡     |
| 2                   | Hypercar      | 6   | Porsche Penske Motorsport | Matt Campbell Kévin Estre Laurens Vanthoor                                      | Porsche 963                      | M     | 387    | +14.084           |
| 2                   | Hypercar      | 6   | Porsche Penske Motorsport | Matt Campbell Kévin Estre Laurens Vanthoor                                      | Porsche 9RD 4.6 L Turbo V8       | M     | 387    | +14.084           |
| 3                   | Hypercar      | 51  | Ferrari AF Corse          | James Calado Antonio Giovinazzi Alessandro Pier Guidi                           | Ferrari 499P                     | M     | 387    | +28.487           |
| 3                   | Hypercar      | 51  | Ferrari AF Corse          | James Calado Antonio Giovinazzi Alessandro Pier Guidi                           | Ferrari F163 3.0 L Turbo V6      | M     | 387    | +28.487           |
| 4                   | Hypercar      | 12  | Cadillac Hertz Team Jota  | Alex Lynn Norman Nato Will Stevens                                              | Cadillac V-Series.R              | M     | 387    | +2:18.639         |
| 4                   | Hypercar      | 12  | Cadillac Hertz Team Jota  | Alex Lynn Norman Nato Will Stevens                                              | Cadillac LMC55R 5.5 L V8         | M     | 387    | +2:18.639         |
| 5                   | Hypercar      | 7   | Toyota Gazoo Racing       | Mike Conway Kamui Kobayashi Nyck de Vries                                       | Toyota GR010 Hybrid              | M     | 386    | +1 volta          |
| 5                   | Hypercar      | 7   | Toyota Gazoo Racing       | Mike Conway Kamui Kobayashi Nyck de Vries                                       | Toyota H8909 3.5 L Turbo V6      | M     | 386    | +1 volta          |
| 6                   | Hypercar      | 5   | Porsche Penske Motorsport | Julien Andlauer Michael Christensen Mathieu Jaminet                             | Porsche 963                      | M     | 386    | +1 volta          |
| 6                   | Hypercar      | 5   | Porsche Penske Motorsport | Julien Andlauer Michael Christensen Mathieu Jaminet                             | Porsche 9RD 4.6 L Turbo V8       | M     | 386    | +1 volta          |
| 7                   | Hypercar      | 38  | Cadillac Hertz Team Jota  | Earl Bamber Sébastien Bourdais Jenson Button                                    | Cadillac V-Series.R              | M     | 386    | +1 volta          |
| 7                   | Hypercar      | 38  | Cadillac Hertz Team Jota  | Earl Bamber Sébastien Bourdais Jenson Button                                    | Cadillac LMC55R 5.5 L V8         | M     | 386    | +1 volta          |
| 8                   | Hypercar      | 4   | Porsche Penske Motorsport | Felipe Nasr Nick Tandy Pascal Wehrlein                                          | Porsche 963                      | M     | 386    | +1 volta          |
| 8                   | Hypercar      | 4   | Porsche Penske Motorsport | Felipe Nasr Nick Tandy Pascal Wehrlein                                          | Porsche 9RD 4.6 L Turbo V8       | M     | 386    | +1 volta          |
| 9                   | Hypercar      | 35  | Alpine Endurance Team     | Paul-Loup Chatin Ferdinand Habsburg Charles Milesi                              | Alpine A424                      | M     | 385    | +2 voltas         |
| 9                   | Hypercar      | 35  | Alpine Endurance Team     | Paul-Loup Chatin Ferdinand Habsburg Charles Milesi                              | Alpine V634 3.4 L Turbo V6       | M     | 385    | +2 voltas         |
| 10                  | Hypercar      | 36  | Alpine Endurance Team     | Jules Gounon Frédéric Makowiecki Mick Schumacher                                | Alpine A424                      | M     | 384    | +3 voltas         |
| 10                  | Hypercar      | 36  | Alpine Endurance Team     | Jules Gounon Frédéric Makowiecki Mick Schumacher                                | Alpine V634 3.4 L Turbo V6       | M     | 384    | +3 voltas         |
| 11                  | Hypercar      | 94  | Peugeot TotalEnergies     | Loïc Duval Malthe Jakobsen Stoffel Vandoorne                                    | Peugeot 9X8                      | M     | 384    | +3 voltas         |
| 11                  | Hypercar      | 94  | Peugeot TotalEnergies     | Loïc Duval Malthe Jakobsen Stoffel Vandoorne                                    | Peugeot X6H 2.6 L Turbo V6       | M     | 384    | +3 voltas         |
| 12                  | Hypercar      | 009 | Aston Martin THOR Team    | Roman De Angelis Alex Riberas Marco Sørensen                                    | Aston Martin Valkyrie            | M     | 383    | +4 voltas         |
| 12                  | Hypercar      | 009 | Aston Martin THOR Team    | Roman De Angelis Alex Riberas Marco Sørensen                                    | Aston Martin RA 6.5 L V12        | M     | 383    | +4 voltas         |
| 13                  | Hypercar      | 99  | Proton Competition        | Neel Jani Nico Pino Nicolás Varrone                                             | Porsche 963                      | M     | 383    | +4 voltas         |
| 13                  | Hypercar      | 99  | Proton Competition        | Neel Jani Nico Pino Nicolás Varrone                                             | Porsche 9RD 4.6 L Turbo V8       | M     | 383    | +4 voltas         |
| 14                  | Hypercar      | 007 | Aston Martin THOR Team    | Tom Gamble Ross Gunn Harry Tincknell                                            | Aston Martin Valkyrie            | M     | 381    | +6 voltas         |
| 14                  | Hypercar      | 007 | Aston Martin THOR Team    | Tom Gamble Ross Gunn Harry Tincknell                                            | Aston Martin RA 6.5 L V12        | M     | 381    | +6 voltas         |
| 15                  | Hypercar      | 8   | Toyota Gazoo Racing       | Sébastien Buemi Brendon Hartley Ryō Hirakawa                                    | Toyota GR010 Hybrid              | M     | 380    | +7 voltas         |
| 15                  | Hypercar      | 8   | Toyota Gazoo Racing       | Sébastien Buemi Brendon Hartley Ryō Hirakawa                                    | Toyota H8909 3.5 L Turbo V6      | M     | 380    | +7 voltas         |
| 16                  | Hypercar      | 93  | Peugeot TotalEnergies     | Paul di Resta Mikkel Jensen Jean-Éric Vergne                                    | Peugeot 9X8                      | M     | 379    | +8 voltas         |
| 16                  | Hypercar      | 93  | Peugeot TotalEnergies     | Paul di Resta Mikkel Jensen Jean-Éric Vergne                                    | Peugeot X6H 2.6 L Turbo V6       | M     | 379    | +8 voltas         |
| 17                  | Hypercar      | 20  | BMW M Team WRT            | Robin Frijns René Rast Sheldon van der Linde                                    | BMW M Hybrid V8                  | M     | 375    | +12 voltas        |
| 17                  | Hypercar      | 20  | BMW M Team WRT            | Robin Frijns René Rast Sheldon van der Linde                                    | BMW P66/3 4.0 L Turbo V8         | M     | 375    | +12 voltas        |
| 18                  | LMP2          | 43  | Inter Europol Competition | Tom Dillmann Jakub Śmiechowski Nick Yelloly                                     | Oreca 07                         | G     | 367    | +20 voltas‡       |
| 18                  | LMP2          | 43  | Inter Europol Competition | Tom Dillmann Jakub Śmiechowski Nick Yelloly                                     | Gibson GK428 V8                  | G     | 367    | +20 voltas‡       |
| 19                  | LMP2          | 48  | VDS Panis Racing          | Oliver Gray Esteban Masson Franck Perera                                        | Oreca 07                         | G     | 367    | +20 voltas        |
| 19                  | LMP2          | 48  | VDS Panis Racing          | Oliver Gray Esteban Masson Franck Perera                                        | Gibson GK428 V8                  | G     | 367    | +20 voltas        |
| 20                  | LMP2 (Pro-Am) | 199 | AO by TF                  | Dane Cameron Louis Delétraz P. J. Hyett                                         | Oreca 07                         | G     | 366    | +21 voltas‡       |
| 20                  | LMP2 (Pro-Am) | 199 | AO by TF                  | Dane Cameron Louis Delétraz P. J. Hyett                                         | Gibson GK428 V8                  | G     | 366    | +21 voltas‡       |
| 21                  | LMP2          | 9   | Iron Lynx - Proton        | Macéo Capietto Reshad de Gerus Jonas Ried                                       | Oreca 07                         | G     | 365    | +22 voltas        |
| 21                  | LMP2          | 9   | Iron Lynx - Proton        | Macéo Capietto Reshad de Gerus Jonas Ried                                       | Gibson GK428 V8                  | G     | 365    | +22 voltas        |
| 22                  | LMP2 (Pro-Am) | 29  | TDS Racing                | Mathias Beche Clément Novalak Rodrigo Sales                                     | Oreca 07                         | G     | 365    | +22 voltas        |
| 22                  | LMP2 (Pro-Am) | 29  | TDS Racing                | Mathias Beche Clément Novalak Rodrigo Sales                                     | Gibson GK428 V8                  | G     | 365    | +22 voltas        |
| 23                  | LMP2 (Pro-Am) | 11  | Proton Competition        | René Binder Giorgio Roda Bent Viscaal                                           | Oreca 07                         | G     | 365    | +22 voltas        |
| 23                  | LMP2 (Pro-Am) | 11  | Proton Competition        | René Binder Giorgio Roda Bent Viscaal                                           | Gibson GK428 V8                  | G     | 365    | +22 voltas        |
| 24                  | LMP2          | 22  | United Autosports         | Pietro Fittipaldi David Heinemeier Hansson Renger van der Zande                 | Oreca 07                         | G     | 364    | +23 voltas        |
| 24                  | LMP2          | 22  | United Autosports         | Pietro Fittipaldi David Heinemeier Hansson Renger van der Zande                 | Gibson GK428 V8                  | G     | 364    | +23 voltas        |
| 25                  | LMP2          | 25  | Algarve Pro Racing        | Lorenzo Fluxá Matthias Kaiser Théo Pourchaire                                   | Oreca 07                         | G     | 364    | +23 voltas        |
| 25                  | LMP2          | 25  | Algarve Pro Racing        | Lorenzo Fluxá Matthias Kaiser Théo Pourchaire                                   | Gibson GK428 V8                  | G     | 364    | +23 voltas        |
| 26                  | LMP2 (Pro-Am) | 183 | AF Corse                  | António Félix da Costa François Perrodo Matthieu Vaxivière                      | Oreca 07                         | G     | 364    | +23 voltas        |
| 26                  | LMP2 (Pro-Am) | 183 | AF Corse                  | António Félix da Costa François Perrodo Matthieu Vaxivière                      | Gibson GK428 V8                  | G     | 364    | +23 voltas        |
| 27                  | LMP2 (Pro-Am) | 34  | Inter Europol Competition | Nick Boulle Luca Ghiotto Jean-Baptiste Simmenauer                               | Oreca 07                         | G     | 363    | +24 voltas        |
| 27                  | LMP2 (Pro-Am) | 34  | Inter Europol Competition | Nick Boulle Luca Ghiotto Jean-Baptiste Simmenauer                               | Gibson GK428 V8                  | G     | 363    | +24 voltas        |
| 28                  | LMP2 (Pro-Am) | 23  | United Autosports         | Ben Hanley Oliver Jarvis Daniel Schneider                                       | Oreca 07                         | G     | 363    | +24 voltas        |
| 28                  | LMP2 (Pro-Am) | 23  | United Autosports         | Ben Hanley Oliver Jarvis Daniel Schneider                                       | Gibson GK428 V8                  | G     | 363    | +24 voltas        |
| 29                  | LMP2 (Pro-Am) | 16  | RLR MSport                | Ryan Cullen Michael Jensen Patrick Pilet                                        | Oreca 07                         | G     | 362    | +25 voltas        |
| 29                  | LMP2 (Pro-Am) | 16  | RLR MSport                | Ryan Cullen Michael Jensen Patrick Pilet                                        | Gibson GK428 V8                  | G     | 362    | +25 voltas        |
| 30                  | LMP2 (Pro-Am) | 45  | Algarve Pro Racing        | Nicky Catsburg George Kurtz Alex Quinn                                          | Oreca 07                         | G     | 362    | +25 voltas        |
| 30                  | LMP2 (Pro-Am) | 45  | Algarve Pro Racing        | Nicky Catsburg George Kurtz Alex Quinn                                          | Gibson GK428 V8                  | G     | 362    | +25 voltas        |
| 31                  | Hypercar      | 15  | BMW M Team WRT            | Kevin Magnussen Raffaele Marciello Dries Vanthoor                               | BMW M Hybrid V8                  | M     | 361    | +26 voltas        |
| 31                  | Hypercar      | 15  | BMW M Team WRT            | Kevin Magnussen Raffaele Marciello Dries Vanthoor                               | BMW P66/3 4.0 L Turbo V8         | M     | 361    | +26 voltas        |
| 32                  | LMP2          | 37  | CLX – Pure Rxcing         | Tom Blomqvist Alex Malykhin Tristan Vautier                                     | Oreca 07                         | G     | 358    | +29 voltas        |
| 32                  | LMP2          | 37  | CLX – Pure Rxcing         | Tom Blomqvist Alex Malykhin Tristan Vautier                                     | Gibson GK428 V8                  | G     | 358    | +29 voltas        |
| 33                  | LMGT3         | 92  | Manthey 1st Phorm         | Ryan Hardwick Richard Lietz Riccardo Pera                                       | Porsche 911 GT3 R (992)          | G     | 341    | +46 voltas‡       |
| 33                  | LMGT3         | 92  | Manthey 1st Phorm         | Ryan Hardwick Richard Lietz Riccardo Pera                                       | Porsche M97/80 4.2 L Flat-6      | G     | 341    | +46 voltas‡       |
| 34                  | LMGT3         | 21  | Vista AF Corse            | François Hériau Simon Mann Alessio Rovera                                       | Ferrari 296 GT3                  | G     | 341    | +46 voltas        |
| 34                  | LMGT3         | 21  | Vista AF Corse            | François Hériau Simon Mann Alessio Rovera                                       | Ferrari F163CE 3.0 L Turbo V6    | G     | 341    | +46 voltas        |
| 35                  | LMGT3         | 81  | TF Sport                  | Rui Andrade Charlie Eastwood Tom van Rompuy                                     | Chevrolet Corvette Z06 GT3.R     | G     | 341    | +46 voltas        |
| 35                  | LMGT3         | 81  | TF Sport                  | Rui Andrade Charlie Eastwood Tom van Rompuy                                     | Chevrolet LT6.R 5.5 L V8         | G     | 341    | +46 voltas        |
| 36                  | LMGT3         | 27  | Heart of Racing Team      | Mattia Drudi Ian James Zacharie Robichon                                        | Aston Martin Vantage AMR GT3 Evo | G     | 341    | +46 voltas        |
| 36                  | LMGT3         | 27  | Heart of Racing Team      | Mattia Drudi Ian James Zacharie Robichon                                        | Aston Martin M177 4.0 L Turbo V8 | G     | 341    | +46 voltas        |
| 37                  | LMGT3         | 87  | Akkodis ASP Team          | José María López Clemens Schmid Răzvan Umbrărescu                               | Lexus RC F GT3                   | G     | 340    | +47 voltas        |
| 37                  | LMGT3         | 87  | Akkodis ASP Team          | José María López Clemens Schmid Răzvan Umbrărescu                               | Lexus 2UR-GSE 5.0 L V8           | G     | 340    | +47 voltas        |
| 38                  | LMGT3         | 90  | Manthey                   | Antares Au Klaus Bachler Loek Hartog                                            | Porsche 911 GT3 R (992)          | G     | 340    | +47 voltas        |
| 38                  | LMGT3         | 90  | Manthey                   | Antares Au Klaus Bachler Loek Hartog                                            | Porsche M97/80 4.2 L Flat-6      | G     | 340    | +47 voltas        |
| 39                  | LMGT3         | 33  | TF Sport                  | Jonny Edgar Daniel Juncadella Ben Keating                                       | Chevrolet Corvette Z06 GT3.R     | G     | 339    | +48 voltas        |
| 39                  | LMGT3         | 33  | TF Sport                  | Jonny Edgar Daniel Juncadella Ben Keating                                       | Chevrolet LT6.R 5.5 L V8         | G     | 339    | +48 voltas        |
| 40                  | LMGT3         | 57  | Kessel Racing             | Takeshi Kimura Daniel Serra Casper Stevenson                                    | Ferrari 296 GT3                  | G     | 339    | +48 voltas        |
| 40                  | LMGT3         | 57  | Kessel Racing             | Takeshi Kimura Daniel Serra Casper Stevenson                                    | Ferrari F163CE 3.0 L Turbo V6    | G     | 339    | +48 voltas        |
| 41                  | LMGT3         | 77  | Proton Competition        | Ben Barker Bernardo Sousa Ben Tuck                                              | Ford Mustang GT3                 | G     | 338    | +49 voltas        |
| 41                  | LMGT3         | 77  | Proton Competition        | Ben Barker Bernardo Sousa Ben Tuck                                              | Ford Coyote 5.4 L V8             | G     | 338    | +49 voltas        |
| 42                  | LMGT3         | 13  | AWA Racing                | Matt Bell Orey Fidani Lars Kern                                                 | Chevrolet Corvette Z06 GT3.R     | G     | 338    | +49 voltas        |
| 42                  | LMGT3         | 13  | AWA Racing                | Matt Bell Orey Fidani Lars Kern                                                 | Chevrolet LT6.R 5.5 L V8         | G     | 338    | +49 voltas        |
| 43                  | LMGT3         | 150 | Richard Mille AF Corse    | Riccardo Agostini Custodio Toledo Lilou Wadoux                                  | Ferrari 296 GT3                  | G     | 338    | +49 voltas        |
| 43                  | LMGT3         | 150 | Richard Mille AF Corse    | Riccardo Agostini Custodio Toledo Lilou Wadoux                                  | Ferrari F163CE 3.0 L Turbo V6    | G     | 338    | +49 voltas        |
| 44                  | LMGT3         | 61  | Iron Lynx                 | Martin Berry Lin Hodenius Maxime Martin                                         | Mercedes-AMG GT3 Evo             | G     | 337    | +50 voltas        |
| 44                  | LMGT3         | 61  | Iron Lynx                 | Martin Berry Lin Hodenius Maxime Martin                                         | Mercedes-AMG M159 6.2 L V8       | G     | 337    | +50 voltas        |
| 45                  | LMGT3         | 10  | Racing Spirit of Léman    | Eduardo Barrichello Derek DeBoer Valentin Hasse-Clot                            | Aston Martin Vantage AMR GT3 Evo | G     | 336    | +51 voltas        |
| 45                  | LMGT3         | 10  | Racing Spirit of Léman    | Eduardo Barrichello Derek DeBoer Valentin Hasse-Clot                            | Aston Martin M177 4.0 L Turbo V8 | G     | 336    | +51 voltas        |
| 46                  | LMGT3         | 193 | Ziggo Sport – Tempesta    | Eddie Cheever III Chris Froggatt Jonathan Hui                                   | Ferrari 296 GT3                  | G     | 335    | +52 voltas        |
| 46                  | LMGT3         | 193 | Ziggo Sport – Tempesta    | Eddie Cheever III Chris Froggatt Jonathan Hui                                   | Ferrari F163CE 3.0 L Turbo V6    | G     | 335    | +52 voltas        |
| 47                  | LMGT3         | 63  | Iron Lynx                 | Brenton Grove Stephen Grove Luca Stolz                                          | Mercedes-AMG GT3 Evo             | G     | 334    | +53 voltas        |
| 47                  | LMGT3         | 63  | Iron Lynx                 | Brenton Grove Stephen Grove Luca Stolz                                          | Mercedes-AMG M159 6.2 L V8       | G     | 334    | +53 voltas        |
| 48                  | LMGT3         | 85  | Iron Dames                | Sarah Bovy Rahel Frey Célia Martin                                              | Porsche 911 GT3 R (992)          | G     | 334    | +53 voltas        |
| 48                  | LMGT3         | 85  | Iron Dames                | Sarah Bovy Rahel Frey Célia Martin                                              | Porsche M97/80 4.2 L Flat-6      | G     | 334    | +53 voltas        |
| NC                  | LMGT3         | 59  | United Autosports         | Sébastien Baud James Cottingham Grégoire Saucy                                  | McLaren 720S GT3 Evo             | G     | 314    | Não classificado  |
| NC                  | LMGT3         | 59  | United Autosports         | Sébastien Baud James Cottingham Grégoire Saucy                                  | McLaren M840T 4.0 L Turbo V8     | G     | 314    | Não classificado  |
| DNF                 | LMP2          | 28  | IDEC Sport                | Sebastián Álvarez Paul Lafargue Job van Uitert                                  | Oreca 07                         | G     | 308    | Perda da roda     |
| DNF                 | LMP2          | 28  | IDEC Sport                | Sebastián Álvarez Paul Lafargue Job van Uitert                                  | Gibson GK428 V8                  | G     | 308    | Perda da roda     |
| DNF                 | LMGT3         | 78  | Akkodis ASP Team          | Finn Gehrsitz Jack Hawksworth Arnold Robin                                      | Lexus RC F GT3                   | G     | 268    | Danos de acidente |
| DNF                 | LMGT3         | 78  | Akkodis ASP Team          | Finn Gehrsitz Jack Hawksworth Arnold Robin                                      | Lexus 2UR-GSE 5.0 L V8           | G     | 268    | Danos de acidente |
| DNF                 | Hypercar      | 311 | Cadillac Whelen           | Jack Aitken Felipe Drugovich Frederik Vesti                                     | Cadillac V-Series.R              | M     | 247    | Motor             |
| DNF                 | Hypercar      | 311 | Cadillac Whelen           | Jack Aitken Felipe Drugovich Frederik Vesti                                     | Cadillac LMC55R 5.5 L V8         | M     | 247    | Motor             |
| DNF                 | LMP2          | 18  | IDEC Sport                | Jamie Chadwick Mathys Jaubert André Lotterer                                    | Oreca 07                         | G     | 206    | Perda da roda     |
| DNF                 | LMP2          | 18  | IDEC Sport                | Jamie Chadwick Mathys Jaubert André Lotterer                                    | Gibson GK428 V8                  | G     | 206    | Perda da roda     |
| DNF                 | LMGT3         | 54  | Vista AF Corse            | Francesco Castellacci Thomas Flohr Davide Rigon                                 | Ferrari 296 GT3                  | G     | 192    | Mecânica          |
| DNF                 | LMGT3         | 54  | Vista AF Corse            | Francesco Castellacci Thomas Flohr Davide Rigon                                 | Ferrari F163CE 3.0 L Turbo V6    | G     | 192    | Mecânica          |
| DNF                 | Hypercar      | 101 | Cadillac WTR              | Filipe Albuquerque Jordan Taylor Ricky Taylor                                   | Cadillac V-Series.R              | M     | 189    | Motor             |
| DNF                 | Hypercar      | 101 | Cadillac WTR              | Filipe Albuquerque Jordan Taylor Ricky Taylor                                   | Cadillac LMC55R 5.5 L V8         | M     | 189    | Motor             |
| DNF                 | LMP2 (Pro-Am) | 24  | Nielsen Racing            | Cem Bölükbaşı Colin Braun Naveen Rao                                            | Oreca 07                         | G     | 170    | Acidente          |
| DNF                 | LMP2 (Pro-Am) | 24  | Nielsen Racing            | Cem Bölükbaşı Colin Braun Naveen Rao                                            | Gibson GK428 V8                  | G     | 170    | Acidente          |
| DNF                 | LMGT3         | 31  | The Bend Team WRT         | Predefinição:Country data white Timur Boguslavskiy Augusto Farfus Yasser Shahin | BMW M4 GT3 Evo                   | G     | 168    | Danos de acidente |
| DNF                 | LMGT3         | 31  | The Bend Team WRT         | Predefinição:Country data white Timur Boguslavskiy Augusto Farfus Yasser Shahin | BMW P58 3.0 L Turbo I6           | G     | 168    | Danos de acidente |
| DNF                 | LMGT3         | 46  | Team WRT                  | Ahmad Al Harthy Valentino Rossi Kelvin van der Linde                            | BMW M4 GT3 Evo                   | G     | 156    | Elétrico          |
| DNF                 | LMGT3         | 46  | Team WRT                  | Ahmad Al Harthy Valentino Rossi Kelvin van der Linde                            | BMW P58 3.0 L Turbo I6           | G     | 156    | Elétrico          |
| DNF                 | LMGT3         | 95  | United Autosports         | Sean Gelael Darren Leung Marino Sato                                            | McLaren 720S GT3 Evo             | G     | 80     | Trem de força     |
| DNF                 | LMGT3         | 95  | United Autosports         | Sean Gelael Darren Leung Marino Sato                                            | McLaren M840T 4.0 L Turbo V8     | G     | 80     | Trem de força     |
| DNF                 | LMGT3         | 60  | Iron Lynx                 | Andrew Gilbert Lorcan Hanafin Fran Rueda                                        | Mercedes-AMG GT3 Evo             | G     | 57     | Motor             |
| DNF                 | LMGT3         | 60  | Iron Lynx                 | Andrew Gilbert Lorcan Hanafin Fran Rueda                                        | Mercedes-AMG M159 6.2 L V8       | G     | 57     | Motor             |
| DNF                 | LMGT3         | 88  | Proton Competition        | Stefano Gattuso Giammarco Levorato Dennis Olsen                                 | Ford Mustang GT3                 | G     | 46     | Acidente          |
| DNF                 | LMGT3         | 88  | Proton Competition        | Stefano Gattuso Giammarco Levorato Dennis Olsen                                 | Ford Coyote 5.4 L V8             | G     | 46     | Acidente          |
| DSQ                 | Hypercar      | 50  | Ferrari AF Corse          | Antonio Fuoco Miguel Molina Nicklas Nielsen                                     | Ferrari 499P                     | M     | 387    | Infração técnica  |
| DSQ                 | Hypercar      | 50  | Ferrari AF Corse          | Antonio Fuoco Miguel Molina Nicklas Nielsen                                     | Ferrari F163 3.0 L Turbo V6      | M     | 387    | Infração técnica  |
| Classificação final |               |     |                           |                                                                                 |                                  |       |        |                   |